# Head on to Heartache
Head on to Heartache es un EP de la banda de groove metal DevilDriver. Contiene cinco temas, cuatro de las cuales solo estaban disponibles en ediciones especiales de sus discos, o las bandas sonoras de películas, y una canción de su anterior álbum, The Last Kind Words.

## Lista de canciones
1. "Damning the Heavens" - 2:18
2. "Unlucky 13" - 4:06
3. "Guilty As Sin" - 3:06
4. "Digging Up the Corpses" - 3:52
5. "Head on to Heartache (Let Them Rot)" - 4:21

- Datos: Q5689451